# Po pojas v nebe
Po pojas v nebe (hrv. U nebu do pojasa) četvrti je studijski album ruskog glazbenika Nikolaja Noskova iz 2006. godine. Na albumu se nalazilo 10 skladbi.

## Popis pjesama
1. Po pojas v nebe (По пояс в небе) - 5:25
2. A na menjšee ja ne soglasen (А на меньшее я не согласен) - 4:20
3. Ja ne veru (Я не верю) - 4:50
4. Pobudj so mnoi (Побудь со мной) - 4:31
5. Začem (Зачем) - 5:47
6. Tal'anočka (Тальяночка) - 4:38
7. Ljubov i eda (Любовь и еда) - 3:39
8. Idu ko dnu (Иду ко дну) - 3:35
9. Fenečka (Фенечка) - 4:30
10. "Spasibo" (Спасибо) - 5:08

## Zasluge
- Bas-gitara — Arik Mrktičan, Pavel Vinogradov
- Udaraljke — Sergej Efimov
- Flauta — Robert Juldašev